# Little India (metrostation)
Little India is een metrostation van de metro van Singapore aan de North East Line en de Downtown Line. Het station is gelegen op de grens van de wijken Kallang en Rochor in het Centraal Gebied van Singapore. Het station is genoemd naar en licht centraal in het gebied aangeduid als Little India, met een grote etnische groep Indiase bewoners en de Indiase shopping centra Tekka Centre en The Verge.